# Tullgrenella yungae
Tullgrenella yungae es una especie de araña saltarina del género Tullgrenella, familia Salticidae. Fue descrita científicamente por Galiano en 1970.
Habita en Bolivia, Brasil, Paraguay y Argentina.